# 格里菲思島
格里菲思島（英語：Griffith Island）是南極洲的島嶼，位於威爾克斯地，處於羅伯遜海峽南部入口處，屬於風車群島的一部分，根據美國海軍拍攝空中照片繪入地圖，現時由南極條約體系管理。